# ویلیام بویل، دوازدهمین ارل کورک
ویلیام بویل، دوازدهمین ارل کورک (انگلیسی: William Boyle, 12th Earl of Cork and Orrery; ۳۰ november ۱۸۷۳ – ۱۹ آوریل ۱۹۶۷ (۹۳ ساله)) فرد نظامی اهل بریتانیا بود. وی همچنین برندهٔ جوایزی همچون نشان حمام و نشان سلطنتی ویکتوریایی شده‌است.